# 朱保成
朱保成（1950年8月6日—），男，汉族，河北正定人，中华人民共和国政治人物，曾任中央纪委驻农业部纪检组组长、农业部党组成员。